# Shelly Manne & His Men

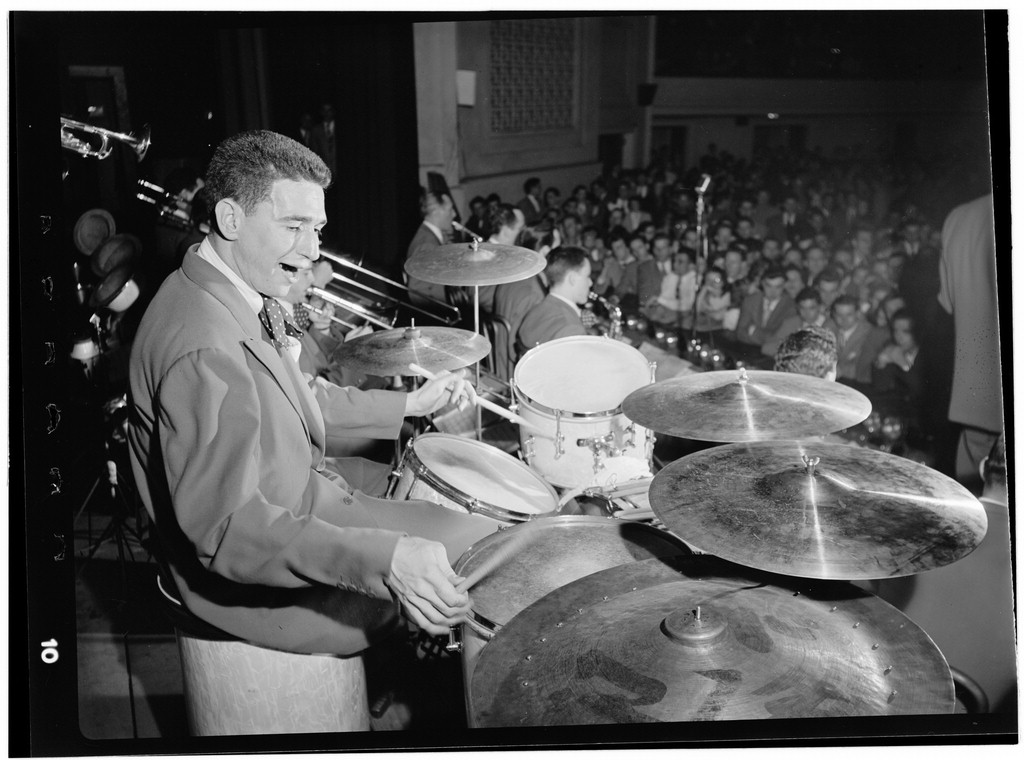
Shelly Manne, ca. 1946.
Fotografie von William P. Gottlieb.

Shelly Manne & His Men war eine US-amerikanische Jazzformation des West Coast Jazz, die von 1955 bis circa 1967 vorwiegend in Kalifornien aktiv war.

## Bandgeschichte
Shelly Manne & His Men wurde von dem Schlagzeuger Shelly Manne 1955 gegründet. Von Anfang mit dabei waren Bob Enevoldsen, Joe Maini, Bob Cooper, Jimmy Giuffre, Russ Freeman und Ralph Peña, mit denen im September 1959 das Album The West Coast Sound für das Contemporary-Label eingespielt wurde, auf dem alle späteren Alben erschienen sind. 
Da Manne vorwiegend in Hollywood als Studiomusiker arbeitete, blieb seine Band eine relativ lose Formation, die vorwiegend im Großraum von Los Angeles auftrat. Bis 1959 hatte die Formation zahlreiche Umbesetzungen erlebt; zu der Band gehörten in dieser Zeit auch Stu Williamson, Conte Candoli, Herb Geller, Leroy Vinnegar und bis 1959 auch Charlie Mariano, der auch zahlreiche Titel zum Repertoire der Band beitrug, wie Dart Game, Slam, Vamp's Blues, Blue Gnu und 1957 die vom Schach inspirierte Suite The Gambit. Pianist Russ Freeman war dann in den sechziger Jahren letztes verbliebenes Mitglied der Urbesetzung. 
Den Höhepunkt ihres Ansehens erreichte die Band mit ihrem Gastspiel im Jazzclub The Black Hawk in San Francisco im September 1959, damals einer der bekanntesten Jazzclubs der Stadt. Die Band bestand damals aus dem Tenorsaxophonisten Richie Kamuca, dem Pianisten Victor Feldman, dem Bassisten Monty Budwig und dem Trompeter Joe Gordon, der nur vier Jahre später starb. Die Mitschnitte der Konzerte erschienen 1960 in Form von 4 LPs auf Contemporary.
1960 kehrte Conte Candoli für den ausscheidenden Joe Gordon zur Band zurück; mit ihm trat die Band in Shelly Mannes Club in Hollywood, The Manne Hole auf, dokumentiert auf den gleichnamigen Alben. In den frühen 1960er Jahren wandte sich der Schlagzeuger zunehmend anderen Aktivitäten zu; am Ende der 1960er Jahre spielten noch Candoli und Budwig sowie als Neuzugänge Frank Strozier und Mike Wofford in der Band.

## Diskographie (Auswahl)
- The West Coast Sound (Contemporary, 1955) mit Jimmy Giuffre
- Vol. 4: Swinging Sounds (Contemporary, 1956) mit Charlie Mariano
- More Swinging Sound: Vol. 5 (Contemporary, 1957) dto.
- Concerto for Clarinet & Combo (Contemporary, 1957) mit Bill Smith
- The Gambit (Contemporary, 1957) mit Charlie Mariano
- Shelly Manne And His Men Play Peter Gunn (Contemporary, 1959) mit Conte Candoli, Herb Geller (p), Vic Feldman (vib)
- Shelly Manne And His Men Play More Music From Peter Gunn - Son Of Gunn!! (Contemporary 1959)
- Shelly Manne & His Men at The Black Hawk, Vol. 1–4 (Contemporary, 1960) mit Joe Gordon, Richie Kamuca, Vic Feldman
- The Proper Time (Contemporary 1960)
- At the Manne Hole, Vol. 1 & 2 (Contemporary, 1961) mit Conte Candoli, Kamuca, Freeman
- Shelly Manne And His Men Play Checkmate (Contemporary 1962)
- Boss Sounds (Koch, 1966) mit Candoli, Russ Freeman
- Jazz Gunn (Atlantic, 1967) mit Candoli, Frank Strozier, Mike Wofford, Monty Budwig
- Perk Up (Concord, 1967) mit Strozier, Candoli